# وو وون شیک
وو وون شیک (کره‌ای: 우원식؛ زادهٔ ۱۸ سپتامبر ۱۹۵۷) سیاستمدار اهل کره جنوبی از حزب دموکراتیک کره است که عضو مجلس ملی برای نو وون، سئول از سال ۲۰۱۲ بوده است. او قبلاً از سال ۲۰۰۴ تا ۲۰۰۸ نماینده همان حوزه انتخابیه بود. او از ۵ ژوئن ۲۰۲۴ به عنوان رئیس مجلس ملی کره جنوبی خدمت می‌کند.